# Kesoor, Kushtagi
Kesoor là một làng thuộc tehsil Kushtagi, huyện Koppal, bang Karnataka, Ấn Độ.